# Puntate di Techetechete' (terza stagione)
La terza stagione del programma televisivo italiano di videoframmenti Techetechete', denominata Vive la gente e composta da 69 puntate, è andata in onda in access prime time su Rai 1 dal 1º giugno al 6 settembre 2014.

## Caratteristiche
Nella terza edizione è la gente comune a essere protagonista e l'attualità d'epoca dunque, contornata comunque da spettacolo e musica, è al centro della scena con gli sketch suddivisi in decenni (ma questa volta senza specificarne nella didascalia l'anno). La puntata della domenica è invece dedicata a tre artisti noti dello spettacolo sotto il titolo di Gente tra le stelle.
In tutte le puntate, prima dei ringraziamenti, c'è una breve clip di Oreste Lionello, presa dal programma televisivo Palcoscenico del 1980, il quale viene poi citato dall'annunciatore all'ultimo. C'è poi un piccolo quiz: l'anteprima è chiusa da un cantante il cui nome è rivelato solo a fine puntata.

## Puntate
| Puntata | Messa in onda | Titolo                       | Telespettatori | Share  |
| ------- | ------------- | ---------------------------- | -------------- | ------ |
| 1       | 1º giugno     | Gente di famiglia            | 4.337.000      | 20,07% |
| 2       | 2 giugno      | Gente raccomandata           | 3.925.000      | 16,21% |
| 3       | 5 giugno      | Gente in coppia              | 3.612.000      | 14,54% |
| 4       | 6 giugno      | Gente che si confonde        | 3.547.000      | 15,78% |
| 5       | 7 giugno      | Gente che lavora             | 3.488.000      | 18,27% |
| 6       | 9 giugno      | Gente che va al mare         | 4.042.000      | 17,28% |
| 7       | 10 giugno     | Gente di strada              | 3.656.000      | 15,87% |
| 8       | 16 giugno     | Gente che telefona           | 4.557.000      | 17,39% |
| 9       | 22 giugno     | Gente alla moda              | 3.544.000      | 18,16% |
| 10      | 29 giugno     | Gente di campagna            | 3.274.000      | 15,91% |
| 11      | 3 luglio      | Gente che bacia              | 2.979.000      | 14,60% |
| 12      | 5 luglio      | Gente tra le stelle          | 3.087.000      | 18,48% |
| 13      | 6 luglio      | Gente tra le stelle          | 2.957.000      | 16,42% |
| 14      | 7 luglio      | Gente innamorata             | 3.723.000      | 16,64% |
| 15      | 10 luglio     | Gente in divisa              | 3.636.000      | 16,73% |
| 16      | 11 luglio     | Gente di televisione         | 3.460.000      | 17,04% |
| 17      | 14 luglio     | Gente di malaffare           | 3.915.000      | 16,91% |
| 18      | 15 luglio     | Gente in cucina              | 3.287.000      | 15,76% |
| 19      | 16 luglio     | Gente allo zoo               | 3.285.000      | 16,16% |
| 20      | 17 luglio     | Gente che esagera            | 3.221.000      | 16,05% |
| 21      | 18 luglio     | Gente che studia             | 3.284.000      | 17,28% |
| 22      | 19 luglio     | Gente tra le stelle          | 3.021.000      | 18,97% |
| 23      | 20 luglio     | Gente tra le stelle          | 2.875.000      | 16,39% |
| 24      | 21 luglio     | Gente categoria Adamo        | 3.526.000      | 15,79% |
| 25      | 22 luglio     | Gente categoria Eva          | 4.101.000      | 18,59% |
| 26      | 23 luglio     | Gente che balla              | 3.824.000      | 18,02% |
| 27      | 24 luglio     | Gente infedele               | 3.644.000      | 17,63% |
| 28      | 25 luglio     | Gente in casa                | 3.489.000      | 17,98% |
| 29      | 26 luglio     | Gente tra le stelle          | 3.190.000      | 17,60% |
| 30      | 27 luglio     | Gente tra le stelle          | 3.551.000      | 18,92% |
| 31      | 28 luglio     | Gente che si fa bella        | 4.082.000      | 18,52% |
| 32      | 29 luglio     | Gente onorevole              | 4.123.000      | 18,69% |
| 33      | 30 luglio     | Gente da discoteca           | 4.107.000      | 18,89% |
| 34      | 31 luglio     | Gente ricca gente povera     | 3.746.000      | 17,80% |
| 35      | 1º agosto     | Gente di Francia             | 3.391.000      | 17,40% |
| 36      | 2 agosto      | Gente tra le stelle          | 3.332.000      | 19,91% |
| 37      | 3 agosto      | Gente tra le stelle          | 3.387.000      | 19,10% |
| 38      | 4 agosto      | Gente turbolenta             | 3.870.000      | 19,13% |
| 39      | 5 agosto      | Gente in vernacolo           | 4.054.000      | 19,96% |
| 40      | 6 agosto      | Gente che si sposta          | 3.892.000      | 19,74% |
| 41      | 7 agosto      | Gente di cinema              | 3.516.000      | 18,42% |
| 42      | 8 agosto      | Gente che indovina           | 3.329.000      | 18,45% |
| 43      | 9 agosto      | Gente tra le stelle          | 3.235.000      | 20,59% |
| 44      | 10 agosto     | Gente tra le stelle          | 3.100.000      | 19,39% |
| 45      | 11 agosto     | Gente di mondo               | 3.731.000      | 20,61% |
| 46      | 12 agosto     | Gente che si cura            | 3.362.000      | 18,79% |
| 47      | 13 agosto     | Gente sportiva               | 3.644.000      | 20,28% |
| 48      | 14 agosto     | Gente disegnata              | 3.250.000      | 19,62% |
| 49      | 15 agosto     | Gente scostumata             | 2.867.000      | 19,37% |
| 50      | 16 agosto     | Gente tra le stelle          | 3.745.000      | 22,49% |
| 51      | 17 agosto     | Gente tra le stelle          | 3.453.000      | 19,90% |
| 52      | 18 agosto     | Gente da Festival            | 4.293.000      | 22,09% |
| 53      | 19 agosto     | Gente gelosa                 | 4.108.000      | 20,26% |
| 54      | 20 agosto     | Gente da piccola             | 4.670.000      | 24,08% |
| 55      | 21 agosto     | Gente di samba               | 3.773.000      | 19,61% |
| 56      | 22 agosto     | Gente da goal                | 3.908.000      | 21,46% |
| 57      | 23 agosto     | Gente tra le stelle          | 3.574.000      | 20,57% |
| 58      | 24 agosto     | Gente tra le stelle          | 3.522.000      | 18,89% |
| 59      | 25 agosto     | Gente che imita              | 4.345.000      | 20,37% |
| 60      | 26 agosto     | Gente magica                 | 4.211.000      | 19,55% |
| 61      | 27 agosto     | Gli amici di Fiorello        | 4.229.000      | 19,48% |
| 62      | 28 agosto     | Gente italiana               | 4.259.000      | 20,20% |
| 63      | 29 agosto     | Gente filoamericana          | 4.021.000      | 19,69% |
| 64      | 30 agosto     | Gente tra le stelle          | 3.538.000      | 19,27% |
| 65      | 31 agosto     | Gente tra le stelle          | 3.946.000      | 19,00% |
| 66      | 2 settembre   | Gente in pubblicità          | 4.582.000      | 19,19% |
| 67      | 3 settembre   | Gente nello spazio           | 4.213.000      | 17,89% |
| 68      | 5 settembre   | Gente tra piume e paillettes | 4.332.000      | 19,13% |
| 69      | 6 settembre   | Gente tra le stelle          | 3.860.000      | 20,32% |